# دومينغو أرايتا ليون
دومينغو أرايتا ليون هو عسكري وسياسي مكسيكي، ولد في 4 أغسطس 1874 في ولاية دورانغو في المكسيك، وتوفي في 18 نوفمبر 1962 في دورانجو في المكسيك. انتخب عضو مجلس الشيوخ المكسيكي ‏.